# Comuna Cervoni Kvitî, Kobeleakî
Cervoni Kvitî (în ucraineană Червоні Квіти) este o comună în raionul Kobeleakî, regiunea Poltava, Ucraina, formată din satele Ceapaieve, Cervoni Kvitî (reședința), Jîrkî, Kustolovi Kușci și Prohres.

## Demografie
Componența lingvistică a comunei Cervoni Kvitî
     Ucraineană (97,72%)
     Rusă (2,01%)
     Alte limbi (0,2%)
Conform recensământului din 2001, majoritatea populației comunei Cervoni Kvitî era vorbitoare de ucraineană (97,72%), existând în minoritate și vorbitori de rusă (2,01%).